# Eriopyga remipes
Eriopyga remipes là một loài bướm đêm trong họ Noctuidae.